# Рыжановка
Рыжа́новка (укр. Рижанівка) — село в Звенигородском районе Черкасской области Украины.
Согласно переписи 2001 года, население составляло 967 человек. Почтовый индекс — 20233. Телефонный код — 4740.

## Местный совет
20233, Черкасская область, Звенигородский район, село Рыжановка

## Известные уроженцы
- Крамар, Владимир Михайлович (1904—1991) — советский военачальник, генерал-полковник.